# Березовський Лесь
Лесь (Олександр) Іванович Березовський (нар. ? — пом. ?) — один з керівників Покутського повстання восени 1648 року. 

## Життєпис
Походив з дрібної української шляхти, мешкав у с. Березів Коломийського повіту. Приєднався до повстанських загонів Семена Височана, ставши одним із найближчих його помічників. Джерела називають Леся Березовського «головним ад'ютантом і керівником штабу» С.Височана. Мав звання осавула. Брав участь у здобутті найміцнішого на Покутті Пнівського замку (нині руїни замку у с. Пнів Надвірнянського р-ну Івано-Франківської обл.), налагодженні зв'язків з військами Б.Хмельницького, організації окремих повстанських операцій. 
Наприкінці 1648 року з частиною повстанців під тиском польсько-шляхетських корогов перейшов на Правобережну Україну, де боровся під проводом Івана Богуна.
У реєстрі запорізького козацтва, складеному під Зборовом 1649 року, зустрічається низка прізвищ Березовських з Березова у Брацлавському, Білоцерківському, Переяславському полках. 4 жовтня 1650 року королівський уряд конфіскував майно 25 родин Березовських та передав їхні маєтки Гаспару Островському.